# Tomintoul (Schottland)
Tomintoul (Aussprache: [ˌtɒmɪn'taʊ̯l]; gälisch Tom an t-Sabhail) ist mit 345 Metern über dem Meer das höchstgelegene Dorf in der Grafschaft Banffshire in der schottischen Council Area Moray. Nach der Volkszählung des Jahres 2001 lebten 322 Personen in Tomintoul.

## Geschichte

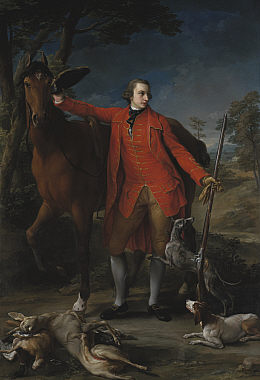
Alexander Gordon, 4. Duke of Gordon

Die Ortschaft Tomintoul wurde im Jahre 1775 von Alexander Gordon, 4. Duke of Gordon (1743–1827), auch 7. Marquess of Huntly, gegründet, um die verstreuten Einwohner der Umgegend zu ermutigen, an einen zentralen Punkt zu ziehen.
Die Dorfbewohner sollten ihren Lebensunterhalt durch Textilproduktion bestreiten, ein Plan, der fehlschlug. So lebten die ersten Siedler von Gelegenheitsarbeit, Viehwirtschaft und der Kultivation kleiner Parzellen. Die Lage des Ortes begünstigte früher auch die Schwarzbrennerei von Whisky – 1824 bewarb einer seiner Lehnsmänner als erster um eine Whisky-Lizenz. (sie auch: Liste der schottischen Brennereien)
Der Ort liegt zwischen dem Avon im Westen und dem Conglass im Osten und verdankt seine Lage der ehemaligen Militärstrasse (heute A939), die im Jahrzehnt nach dem Jakobitenaufstand von 1745 durch das Gebiet gebaut wurde. Außerdem laufen hier mehrere alte Viehtriebwege aus den umgebenden Hügeln zusammen.

## Persönlichkeiten
- Percy Toplis (1896–1920) gehörte zu den Mitverantwortlichen an der Meuterei in Étaples (1917); bis 1920 verfolgt und dann auf offener Straße in Tomintoul erschossen. (William Allison und John Fairley: The Monocled Mutineer, Quartet Books (1979) ISBN 0-7043-3287-6)
- Mary Barnes (1923–2001) war eine britische Künstlerin und Schriftstellerin. Sie lebte von 1993 bis 2001 in Tomintoul und wurde auch dort bestattet.

## Sehenswürdigkeiten
- Im Tomintoul Museum finden sich Informationen über Geschichte, Geologie und Wildleben der Umgebung sowie eine rekonstruierte Bauernküche und das Arbeitsgerät eines Schmiedes von 1926.
- Die Destillerie Tomintoul liegt ca. 12 km nördlich von Tomintoul in Ballantruan. Sie wurde 1965 in einer Höhe von 370 Metern errichtet und ist die zweithöchstgelegene Brennerei Schottlands. Sie gehört zum berühmten Whisky Trail.